# Eau en Afrique

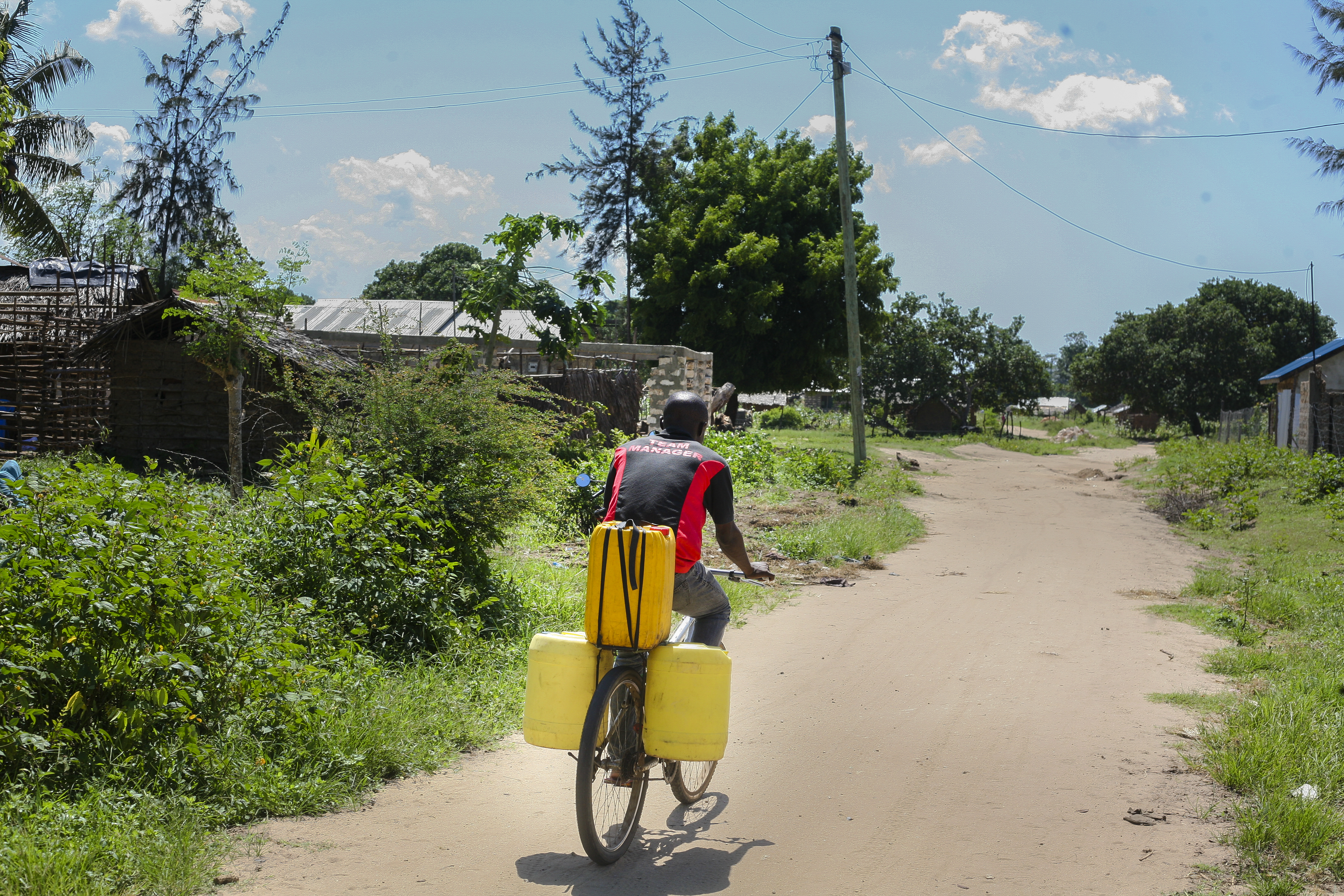
Dans de nombreux pays d'Afrique, les jerrycans, utilisés pour transporter et stocker l'eau, constituent une bonne solution pour un stockage sûr.

L'eau en Afrique est une question importante qui englobe les sources, la distribution et les utilisations économiques des ressources en eau sur le continent. Globalement, l'Afrique possède environ 9 % des ressources mondiales en eau douce et 16 % de la population mondiale,. Parmi ses fleuves, citons le Congo, le Nil, le Zambèze, le Niger et le Lac Victoria, considéré comme le deuxième plus grand lac du monde. Pourtant, le continent est le deuxième plus sec du monde, et des millions d'Africains souffrent encore de pénuries d'eau tout au long de l'année.

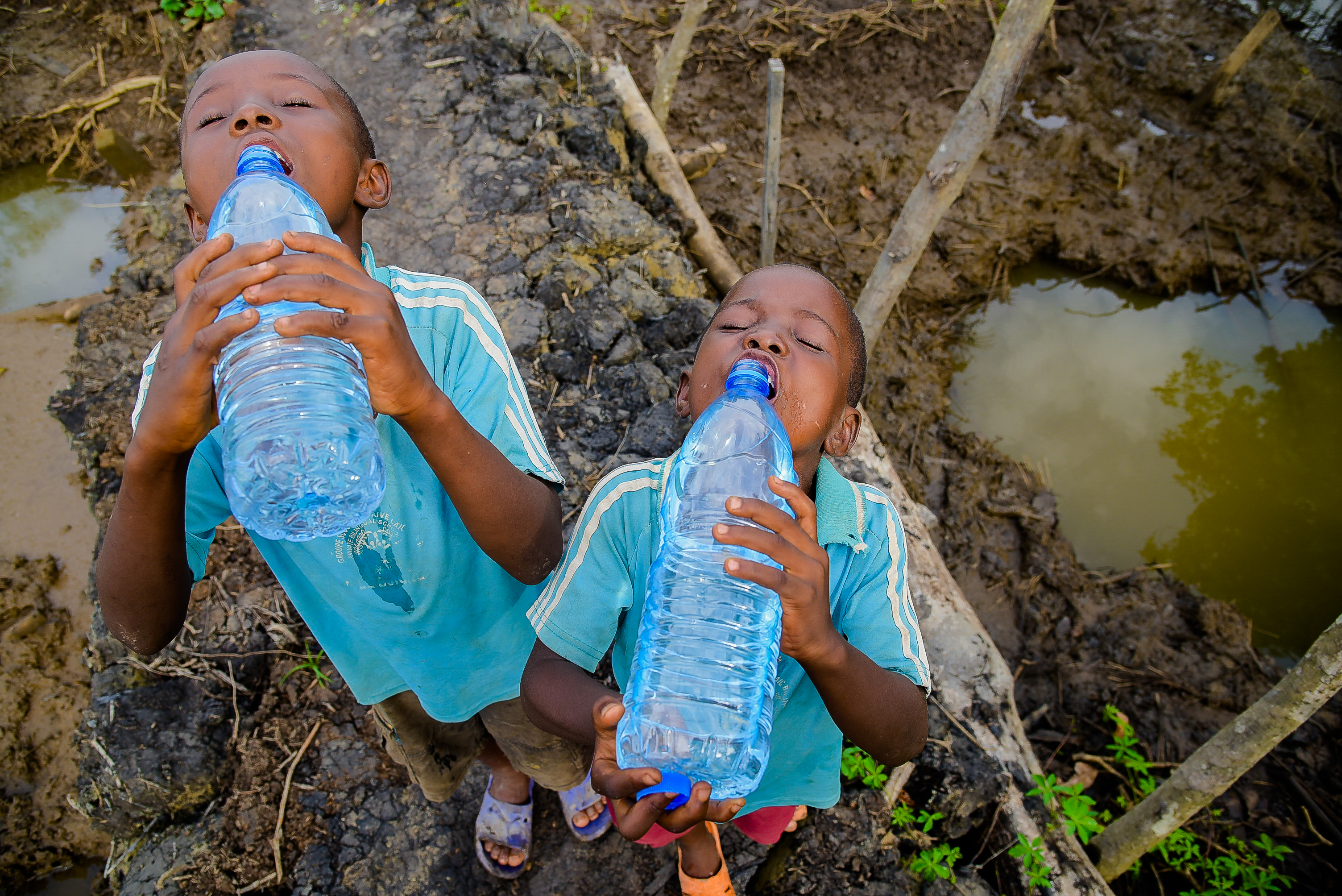
Deux jeunes enfants au Cameroun s'abreuvant à des bouteilles d'eau en plastique. Dans certaines régions d'Afrique, où il n'existe pas d'infrastructures sanitaires publiques fiables, de nombreuses communautés dépendent de l'eau en bouteille ou de l'eau potable transportée sous d'autres formes, comme les sachets d'eau. Ces derniers entraînent souvent une pollution plastique en l'absence d'un recyclage plastique approprié ou d'une collecte des déchets,

 Ces pénuries sont attribuées à des problèmes de distribution inégale, d'explosion démographique et de mauvaise gestion des réserves existantes. Parfois, un petit nombre de personnes résident là où il y a de grandes quantités d'eau. Par exemple, 30 % de l'eau du continent se trouve dans le bassin du Congo, habité par seulement 10 % de la population africaine,. Les précipitations varient considérablement d'un endroit à l'autre et d'une période à l'autre. Les taux d'évaporation sont également élevés dans certaines parties de la région, ce qui se traduit par des pourcentages de précipitations plus faibles dans ces endroits,. 
Cependant, il existe une variabilité inter- et intra-annuelle très importante de toutes les caractéristiques du climat et des ressources en eau, de sorte que si certaines régions disposent de suffisamment d'eau, l'Afrique subsaharienne est confrontée à de nombreux défis liés à l'eau qui entravent la croissance économique et menacent les moyens de subsistance de ses habitants. L'agriculture africaine est principalement basée sur l'agriculture pluviale, et moins de 10 % des terres cultivées sur le continent sont irriguées,. L'impact du changement et de la variabilité climatiques est donc très prononcé. La principale source d'électricité est l'hydroélectricité, qui contribue de manière significative à la capacité énergétique installée actuelle. Le barrage de Kainji est une ressource hydroélectrique typique qui produit de l'électricité pour toutes les grandes villes du Nigeria ainsi que pour le pays voisin, le Niger. D'où les investissements continus de la dernière décennie, qui ont permis d'augmenter la quantité d'électricité produite.
Les solutions aux défis de l'eau pour l'énergie et la sécurité alimentaire sont entravées par des lacunes dans les infrastructures, le développement et la capacité de gestion de l'eau pour répondre à la demande d'une population en croissance rapide. Ceci est aggravé par le fait que l'Afrique a les taux d'urbanisation les plus rapides au monde,. Le développement et la gestion de l'eau sont beaucoup plus complexes en raison de la multiplicité des ressources en eau transfrontalières (rivières, lacs et aquifères). Environ 75 % de l'Afrique subsaharienne se trouve dans 53 bassins hydrographiques internationaux qui traversent plusieurs frontières,. Cette contrainte particulière peut également être transformée en opportunité si le potentiel de coopération transfrontalière est exploité dans le développement des ressources en eau de la région. Une analyse multisectorielle du fleuve Zambèze, par exemple, montre que la coopération entre les pays riverains pourrait entraîner une augmentation de 23 % de la production d'énergie ferme sans investissements supplémentaires,. Il existe un certain nombre de cadres institutionnels et juridiques pour la coopération transfrontalière, tels que l'Autorité du fleuve Zambèze, le protocole de la Communauté de développement de l'Afrique australe (SADC), l'Autorité du fleuve Volta et la Commission du bassin du Nil. Cependant, des efforts supplémentaires sont nécessaires pour développer la volonté politique, ainsi que les capacités financières et les cadres institutionnels nécessaires à des actions de coopération multilatérale gagnant-gagnant et à des solutions optimales pour tous les riverains.

## Défis
Chaque année, des millions de tonnes de déchets se déversent dans les océans bordant le continent africain, menaçant les écosystèmes marins, et les populations côtières qui en dépendent.

## Gallery

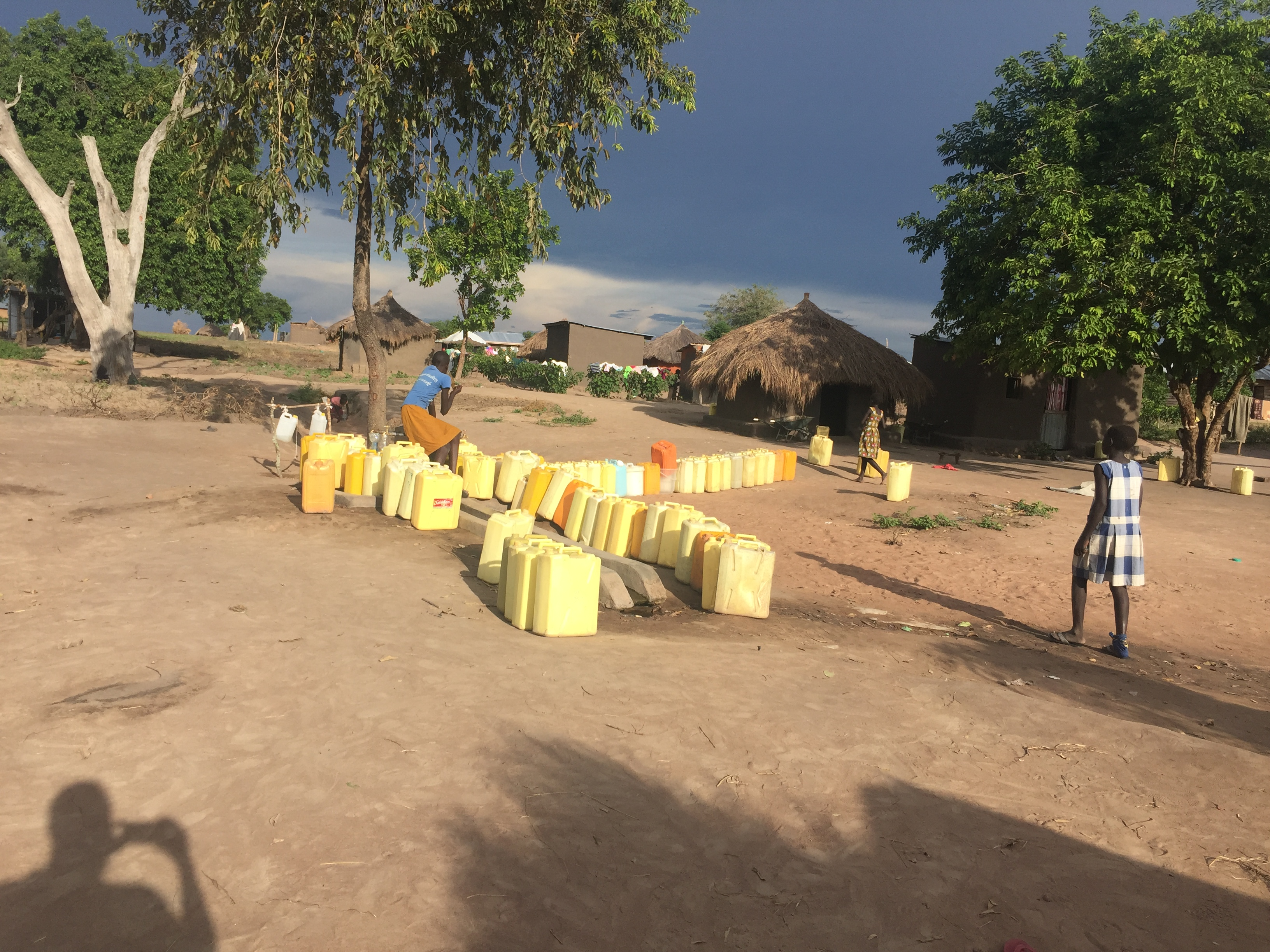
Un robinet d'eau à Rhino Camp. Mai 2020
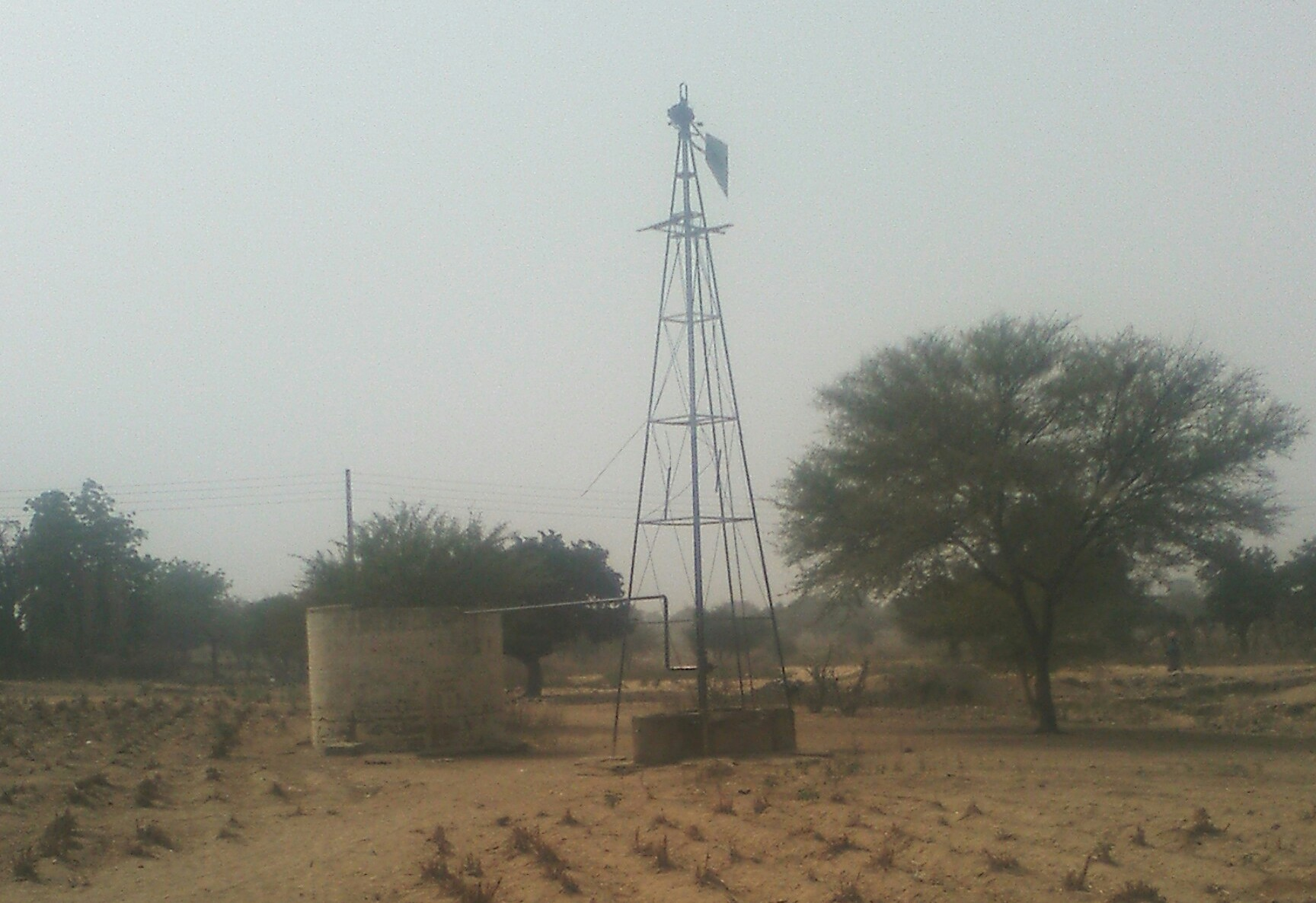
Puits d'eau au Nigeria. Février 2019
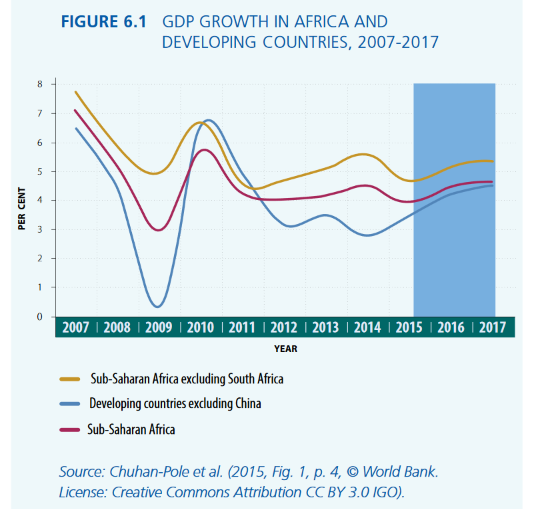
Croissance du PIB en Afrique et dans les pays en développement, 2007 -2017
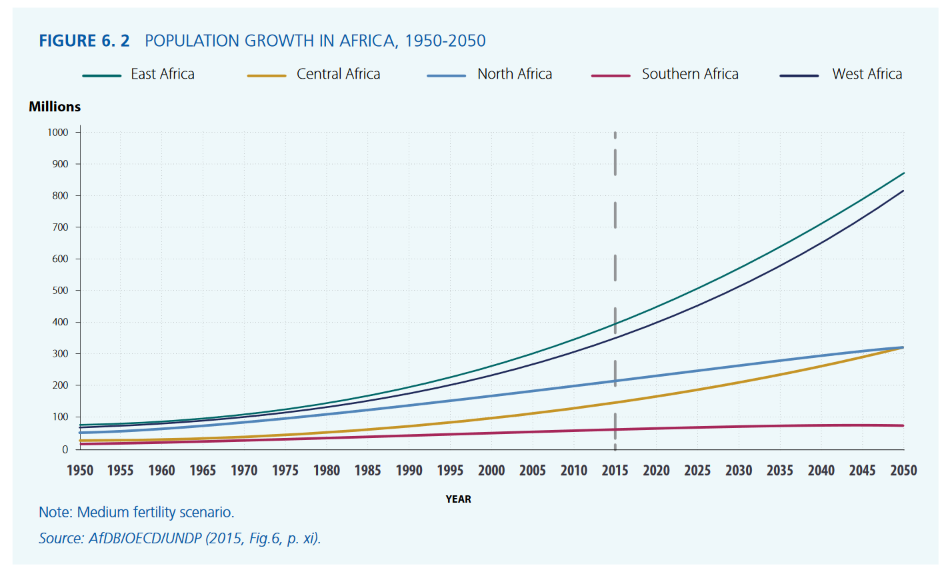
Croissance démographique en Afrique, 1950 - 2050

## Réferences
1. 1 2 3 4  « Cooperation in International Waters in Africa (CIWA) », sur www.worldbank.org (consulté le 13 novembre 2016)
2. 1 2 3 4 5 6 7 8 9 10 11 12 13 14  The United Nations World Water Development Report 2016: Water and Jobs, Paris, UNESCO, 2016 (ISBN 978-92-3-100146-8)  Text was copied from this source, which is available under a Creative Commons Attribution-ShareAlike 3.0 IGO (CC BY-SA 3.0 IGO) license.
3. 1 2  « Water in Africa », sur studyres.com (consulté le 28 novembre 2020)
4. ↑  Justin Stoler, John R. Weeks et Günther Fink, « Sachet drinking water in Ghana's Accra-Tema metropolitan area: past, present, and future », Journal of Water, Sanitation, and Hygiene for Development, vol. 2, no 4,‎ 2012, p. 10.2166/washdev.2012.104 (ISSN 2043-9083, PMID 24294481, PMCID 3842094, DOI 10.2166/washdev.2012.104)
5. ↑  (en-US) Sharon Lerner, « Africa's Exploding Plastic Nightmare: As Africa Drowns in Garbage, the Plastics Business Keeps Booming », sur The Intercept, 19 avril 2020 (consulté le 6 mars 2022)
6. 1 2  Anthony Gachanja, Pedro Mastrangelo, Kevin Mcguigan, Presthantie Naicker and Feleke Zewge, Africa's Water Quality: A Chemical Science Perspective, London, Pan Africa Chemistry Network, Royal Society of Chemistry, 2010, 8 p. (lire en ligne)
7. ↑  (en) « Water in Africa », sur African Studies Centre Leiden, 19 mars 2012 (consulté le 28 novembre 2020)
8. ↑  « An inside look at Kainji Dam » [archive du 14 octobre 2012], 14 octobre 2012 (consulté le 28 novembre 2020)
9. ↑  (en) Leila Rafei, « Africa's urban population growth: trends and projections », sur The Data Blog, 29 octobre 2014 (consulté le 13 novembre 2016)
10. ↑  « Océans: état des lieux autour du continent africain [1/3] », sur rfi.fr, 9 juin 2025 (consulté le 11 juin 2025)